# 咖啡芋螺
咖啡芋螺（学名：Conus coffeae）为芋螺科芋螺屬下的一个种。